# کاروانک

کارِوانک (ارمنی: եկեղեցի) یک صومعه متعلق به کلیسای حواری ارمنی واقع در بین روستاهای هرمون و یغگیس، استان وایوتس‌جور ارمنستان می‌باشد. ساخت و ساز این ساختمان در سده ۱۰ام میلادی؛ به پایان رسید. این بنا به سبک معماری ارمنی طراحی شده است.

## نگارخانه

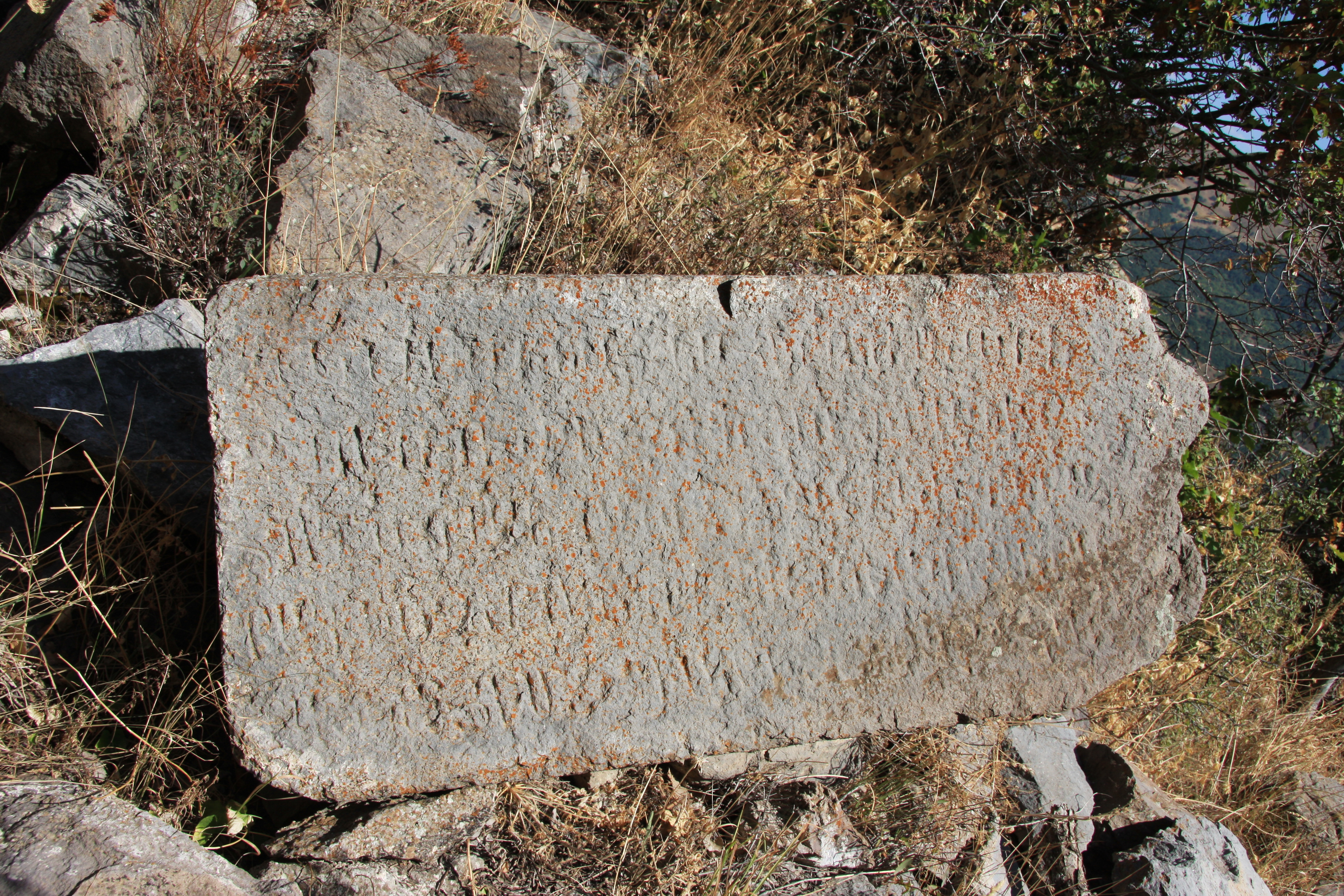
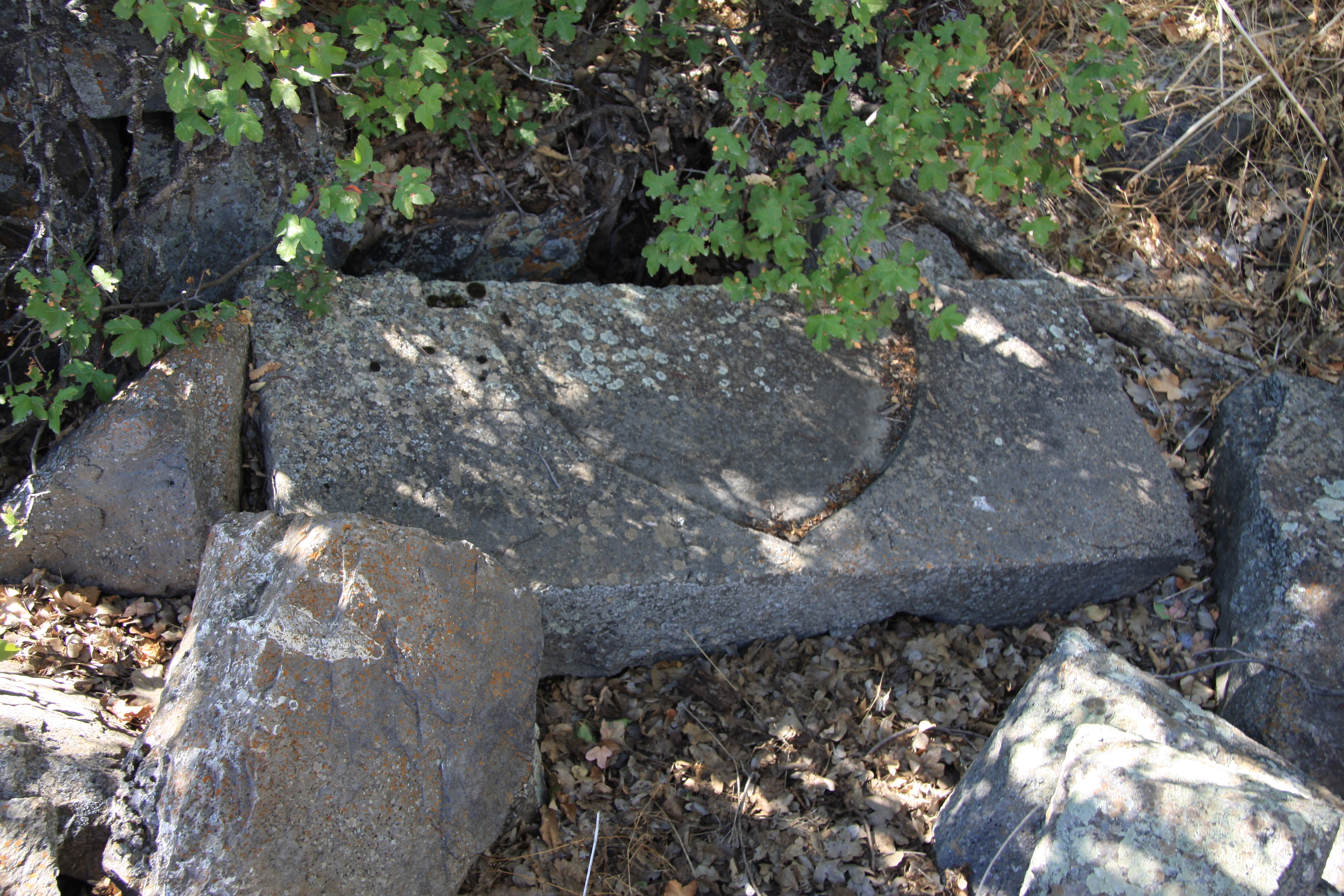
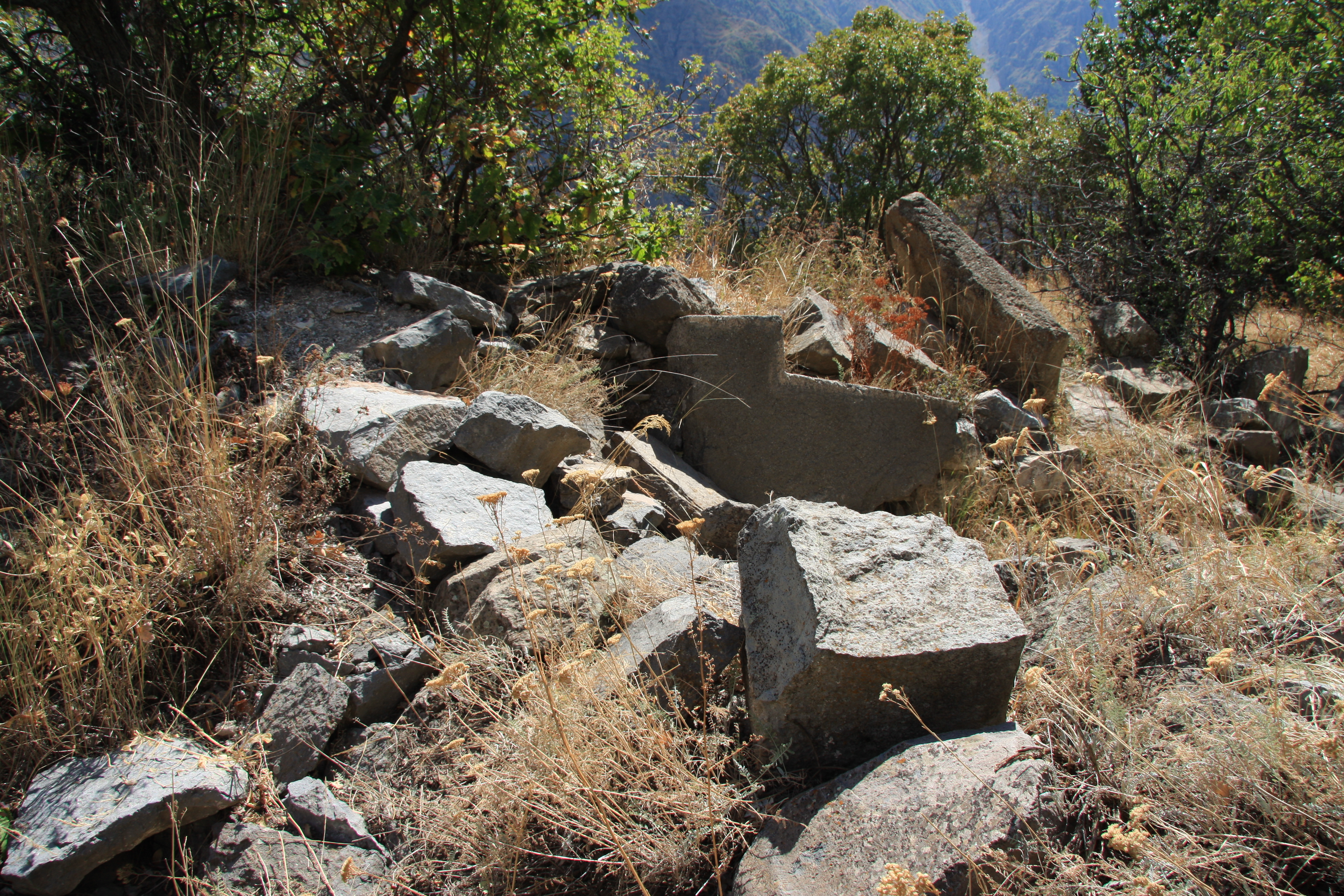
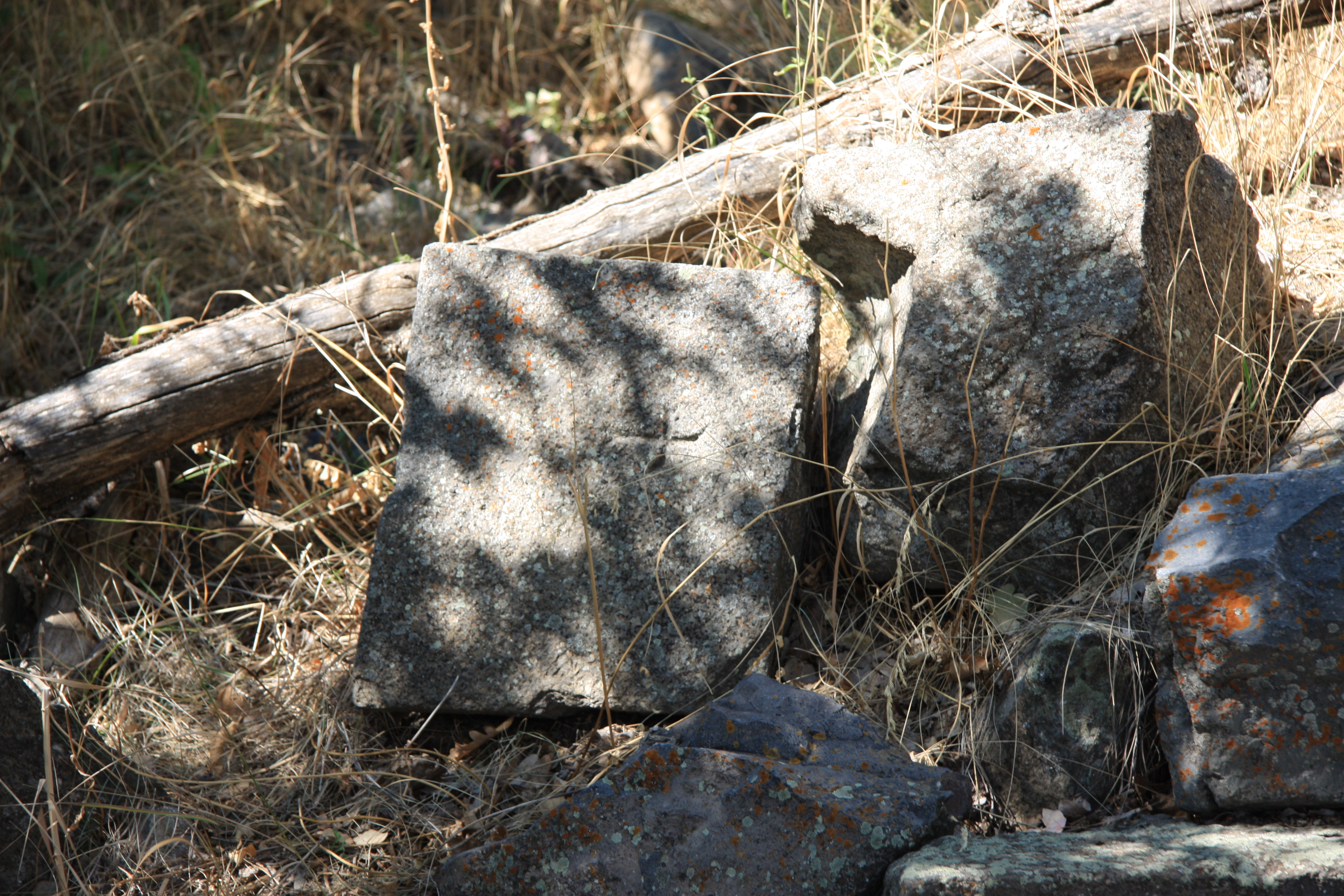
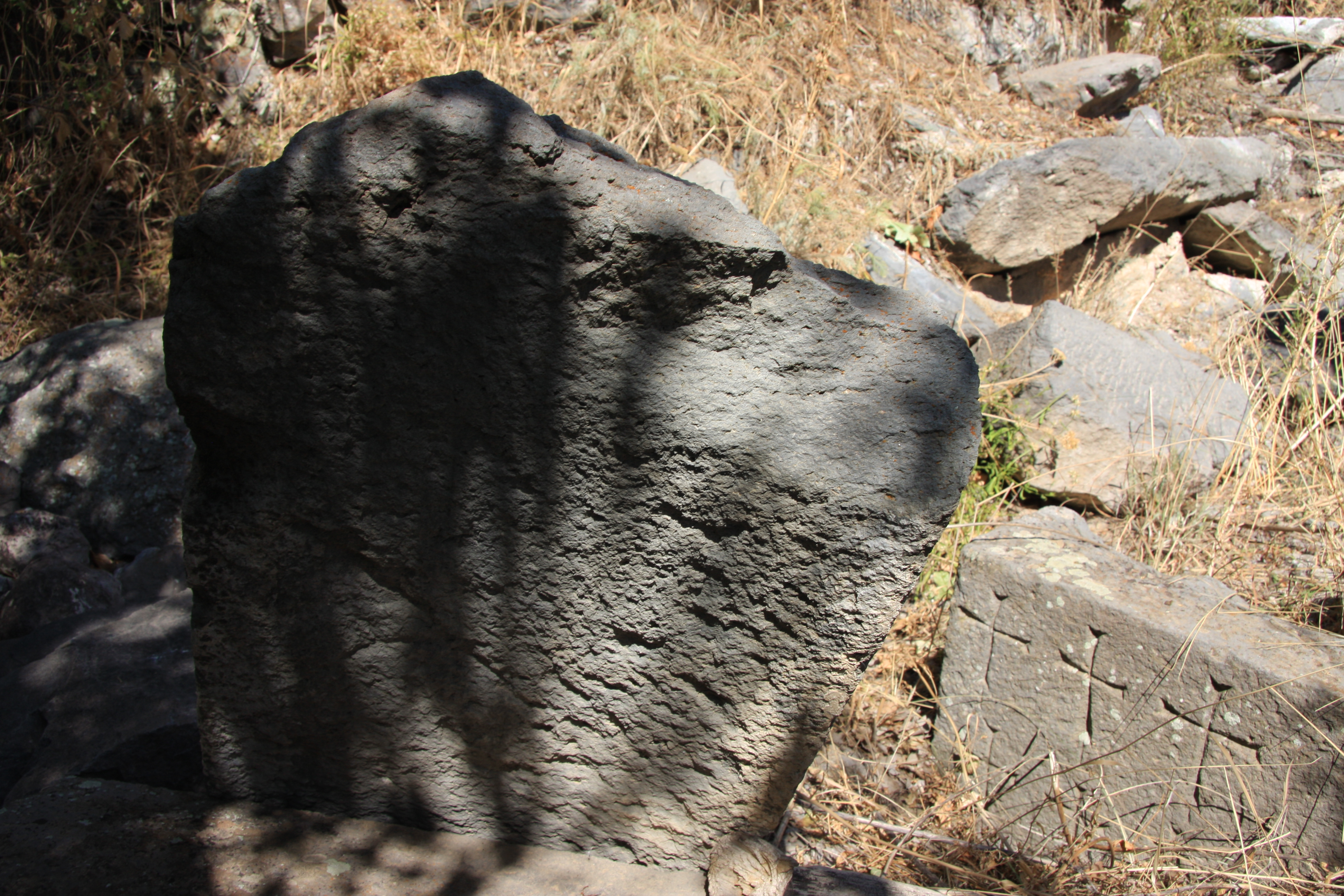
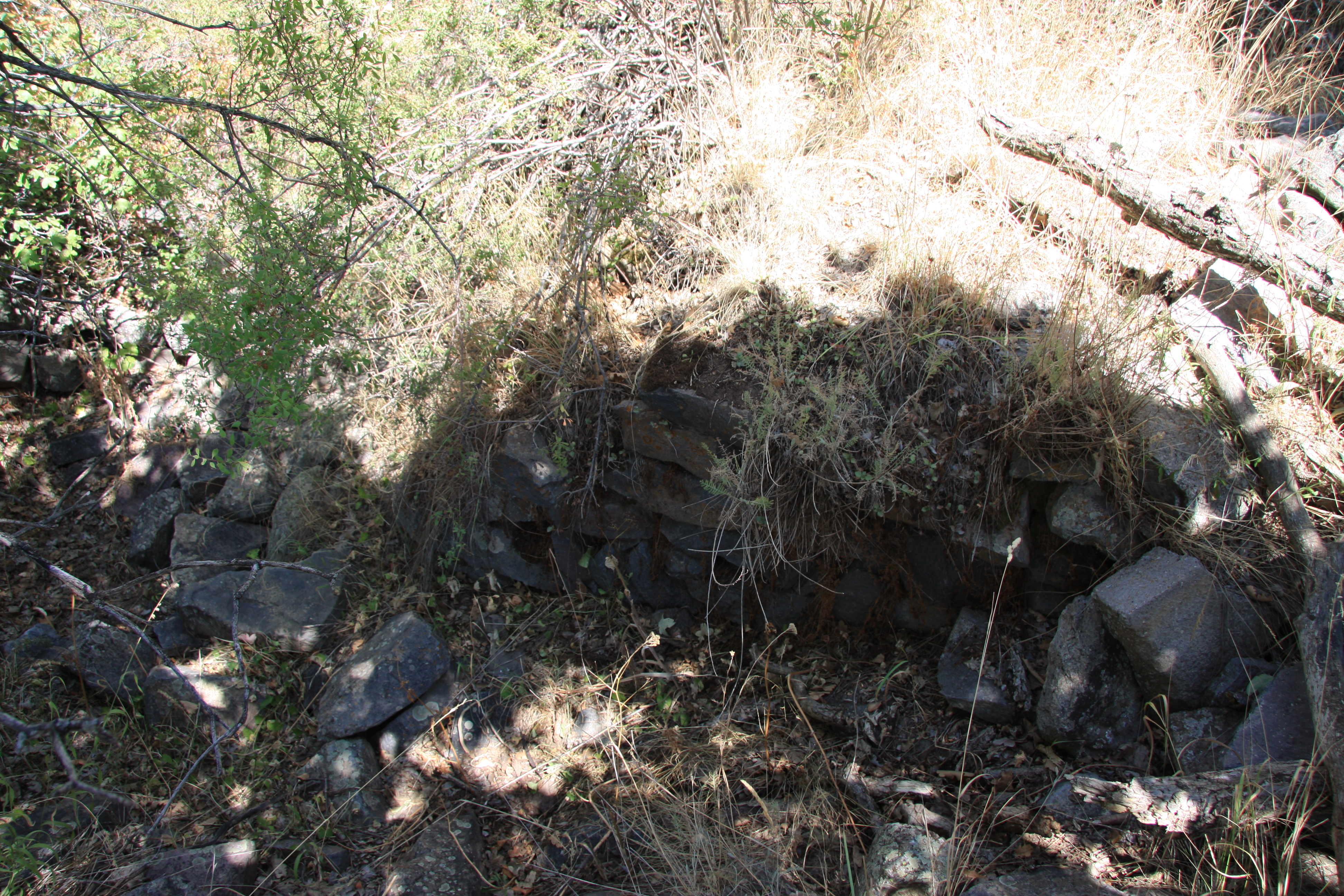